# Pera de Anjou

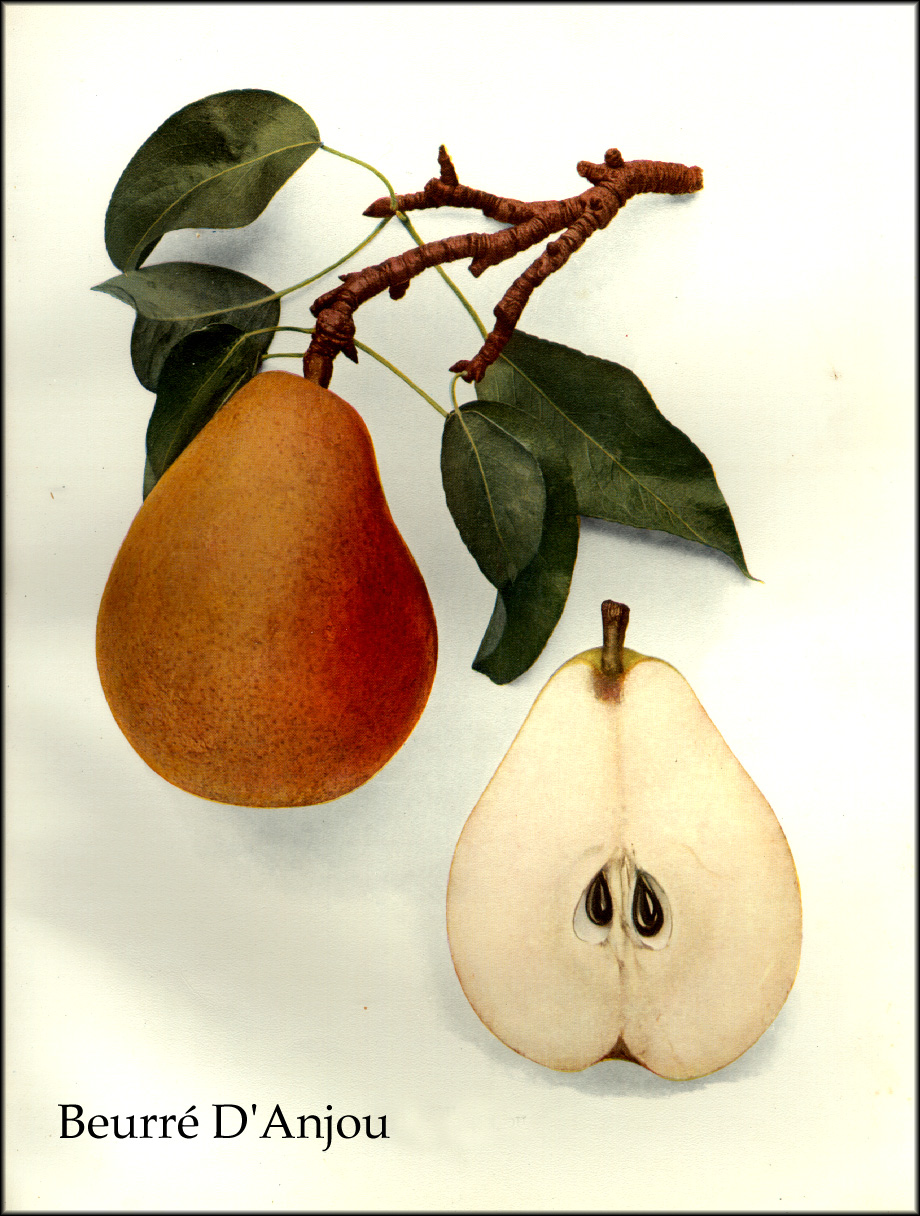
Beurré d'Anjou, de Las Peras de Nueva York (1921) por Ulysses Prentiss Hedrick

La pera de Anjou (Beurré d'Anjou) o simplemente Anjou (/ɑ̃ʒu/) es un cultivar de cuello corto de pera europea. La variedad se llamó originalmente Nec Plus Meuris en Europa y el nombre Anjou o d'Anjou se aplicó erróneamente a la variedad cuando se introdujo en América e Inglaterra. Se cree que se originó a mediados del siglo XIX, en Bélgica o Francia.

## Sinónimos
- "Beurré Gris",[2] voir ce nom.
- "Beurré Aurore",[2].
- "Beurré Capiaumont",[2].
- "Beurré Rouge",
- "Beurré Rousse".[3][4]
- "Eisenbart" (en Alemania),
- "Beurrée d'Ambleuse",
- "D'Ambleteuse".

## Cultivares
Los dos cultivares que comprenden las peras d'Anjou son la pera Green Anjou y la pera Red Anjou. La pera Green Anjou tiene una piel verde pálida que no cambia de color a medida que la pera madura, a diferencia de la mayoría de los otros cultivares de peras verdes, que se vuelven amarillas a medida que maduran. La pera Red Anjou se originó como desporte natural del Green Anjou. Las peras Red Anjou son muy similares al Anjou original además del color.
El d'Anjou se considera una pera mediana a grande, típicamente alrededor de 270–285 gramos, 85 mm de altura y 80 mm de diámetro. Tiene una base ancha, globular, tallo corto y piel delgada con muchas lenticelas notables.

## Sugerencias
Debido a que esta pera no muestra madurez por color, se recomienda probar la parte superior cerca del tallo con una ligera presión del pulgar hasta que ceda un poco. Esto se debe a que la pera madura de adentro hacia afuera y la parte superior está más cerca del interior. Por lo general, toma de 3 a 5 días después de la compra para que la pera madure, después de lo cual puede refrigerarse para retrasar (pero no detener) la maduración, lo que le da al consumidor un par de días más para comerla. Se puede usar para hornear o rebanar en ensaladas, y también se usan para la caza furtiva, grill, asado o para comer fresco.

## Producción en EE.UU.
En los Estados Unidos, la variedad fue recomendada para el cultivo general por el American Pomological Congress en 1852, y a partir de 2004 representaba el 34% de la producción de pera de los EE. UU.